# TI-92

TI-92 er en tidligere serie af grafiske lommeregnere med computeralgebrasystem (CAS), som firmaet Texas Instruments (TI) har produceret.
På grund af CAS kan alle lommeregnere i serien foretage symbolsk ligningsløsning med eksakte løsninger, vise funktioners grafer i såvel 2D som 3D samt vise grafer for parameterfremstillinger og vise grafer i tegnet i polært koordinatsystem.
Serien omfatter de fire CAS-grafregnere:
- TI-92 (blev solgt fra 1995) (Se fig. 1)
- TI-92 II (kunne man købe i 1996) (Se fig. 2)
- TI-92 Plus (kom i handlen i 1998) * findes også som online emulator.[1] (Se fig. 3)
- Voyage 200 (V200) blev solgt fra 2002 - 2013 * (Se fig. 4)

* = disse to CAS-grafregnere har endnu flere features, for de har samme features som TI-89 (se nedenfor).
Disse lommeregnere indeholder et indbygget QWERTY-tastatur, som ifølge USA’s skolevæsen giver dem status af at være computere, mere end at være grafregnere.

## De fire CAS-grafregnere i serien

### TI-92
TI-92 kom på markedet i 1995 og var dengang Texas Instruments’ første lommeregner med CAS. Dette CAS var baseret på Derive og TI-92 var en af de første lommeregnere, der kunne tegne funktioners grafer i 3D; dertil kommer 128 kB RAM. (Se fig. 1).

### TI-92 II
TI-92 II kom i handlen i 1996 og kunne efter ejerens ønske skrive meddelelser på fem forskellige sprog (engelsk, fransk, tysk, italiensk og spansk); dertil kommer de 256 kB User memory. (Se fig. 2).

### TI-92 Plus
TI-92 Plus (eller TI-92+) blev solgt fra 1998 og var meget lig TI-89; men TI-92 Plus lignede den oprindelige TI-92. TI-92 Plus havde 702 kB memory; udover mere memory end sin forgænger havde TI-92 Plus en mørkere skærm ligesom TI-89. TI-92 Plus kan løse differentialligninger algebraisk med kommandoen deSolve(...) (se fig. 3 og tabellen nedenfor.)

### Voyage 200 (V200)
I 2002 afløste Voyage 200 de tidligere lommeregnere i serien. V200 kan foretage de samme beregninger, som TI-89 kan. V200 havde mere memory (2,7 MB) end de tidligere lommeregnere i serien. Voyage 200 rummer lister, regneark og dataprogrammer. V200 kan løse ligninger med komplekse rødder (csolve) og løse differentialligninger såvel grafisk som algebraisk med kommandoen deSolve(...). (Se fig. 4).

## Alle graferegnere i serien har disse nævneværdige features
- PrettyPrint[3] (ligesom equation ediator) se de to øverste illustrationer.
- såvel 2D som 3D tegning af funktions graf[3]

Alle fire illustrationer viser belæg for de fire features:
- faktorisere polynomium med kommandoen:[5] factor(polynomium) eller cfactor(
- Løse ligninger[6] med kommandoen solve(ligning,{\displaystyle x})[7] eller nsolve(ligning,{\displaystyle x}) ; kommandoen kan enten tastes eller finde i CATALOG "2nd" "2" (se de fire illustrationer)
- Beregne differenitalkvotienter med kommandoen: d(funktion,{\displaystyle x}) ; kommandoen findes ved at taste: "2nd" "8" (se de fire illustrationer)
- Beregne stamfunktioner med kommandoen: ∫(funktion,{\displaystyle x}) ; kommandoen findes ved at taste: "2nd" "7" (se de fire illustrationer)

### * TI-92 Plus og Voyage 200 har endnu flere features (uddrag)
Se flere features og kommandoer her; for disse to grafregenere kan mange af de samme features, som TI-89 kan.
- Ved at taste "2nd" "_ units" (se de to nederste illustrationer) kan TI-92 Plus og V200[10] regne med SI-enheder.[11]
- Kommandoen deSolve({\displaystyle y'=}... {\displaystyle ,y})[12] eller desolve({\displaystyle y'=}... {\displaystyle ,y})[13] gør TI-92 Plus[14] og V200[11] i stand til at løse første ordens[15] differentialligninger[16] algebraisk.
- Kommandoen deSolve({\displaystyle y''=}... {\displaystyle ,y}) gør TI-92 Plus[14] og V200[11] i stand til at løse anden ordens differentialligninger algebraisk.[9]
- LIgesom TI-89[9] kan TI-92 Plus[14] og V200[11] løse såvel første ordens differentialligninger som anden ordens differentialligninger grafisk.

## TI-92 i undervisning
Flere grafregnere i serien er nævnt på Danske Science Gymnasiers hjemmeside; og på KU's hjemmeside er TI-92 Plus nævnt.

## TI-92 er en af flere serier grafregnere med CAS
| Serier af CAS-grafregnere solgt siden 1995 | Serier af CAS-grafregnere solgt siden 1995 | Serier af CAS-grafregnere solgt siden 1995 | Serier af CAS-grafregnere solgt siden 1995 |
| Seriens navn | Solgt i perioden                           | Features og enkelte kommandoer | Uddybning, eksempler og printscreens |
| --- | ------------------------------------------ | --- | --- |
| TI-92 med QWERTY-tastatur - TI-92 Plus findes også som online emulator - Der findes dansk manual til TI-92 Plus - TI-92 Plus har samme features som TI-89 | 1995 - 2013                                | - Tegne funktioners grafer, såvel 2D som 3D samt polære grafer og parameterfremstillinger. - Vise tabel for indtastede funktioner (se den øverste illustration). - TI-92 kan tegne cirkler. - PrettyPrint (ligesom equation editor og LaTeX) - Symbolsk visning af {\displaystyle \pi } og {\displaystyle e} samt {\displaystyle \infty } og {\displaystyle i} og kan sådan regne med komplekse tal (se den midterste illustration). - Beregne trigonometriske værdier eksakt, eksempelvis: {\displaystyle sin(60^{\circ })={\surd 3 \over 2}} og også det tilnærmede resultat {\displaystyle sin(60^{\circ })\approx 0,866025} - Beregne største fælles divisor, eng. greatest common divisor (gcd) - Beregne mindste fælles multiplum, eng. least common multiple (lcm) - Lineær regression LinReg tilnærmer data til lineær funktion - Ang. sandsynlighedsregning kan TI-92 beregne fakultet, antal permutationer og antal kombinationer - Faktorisere polynomium med kommandoen: factor(polynomium) ; et polynomium med komplekse rødder faktoriserer TI-92 med kommandoen cfactor( (se den nederste illustration). - Løse ligning med kommandoen: solve(ligning,{\displaystyle x}) eller csolve( (se den nederste illustration). - Beregne diffferentialkvotient med kommandoen: d(funktion,{\displaystyle x}) (se den nederste illustration). - Beregne stamfuntion med kommandoen: ∫(funktion,{\displaystyle x}) (se den nederste illustration). - Beregne bestemt integral med kommandoen: ∫(funktion,{\displaystyle x},{\displaystyle a},{\displaystyle b}) - Beregne determinant det( - Foretage matrix-beregninger og -manipulation | {\displaystyle y1=\ln(x)} |
| TI-89 uden QWERTY-tastatur - TI-89 Titanium findes også som online simulator - Der findes dansk manual til TI-89                                          | 1998 - 2004                                | Samme som TI-92 foruden: - Foruden eksakt solver (se ovenfor) har TI-89 også numerisk solver: nsolve( - Mulighed for programmering - TI-89 kan skrive såvel latinske som græske bogstaver - Regne med titalsystemet og det binære talsystem og det hexadecimale talsystem - hyperbolske trigonometriske funktioner - Beregne Taylorpolynomier - Foretage Chi-i-anden-test - Foretage vektorregning - Beregne grænseværdier - Ang. statistik kan TI-89 tegne histogram og beregne forskellige regressionstyper: - QuadReg tilnærmer data til andengradspolynoium - Kubisk regression CubicReg tilnærmer data til tredjegradspolynomium - QuartReg tilnærmer data til fjerdegradspolynoium - Eksponentiel regression ExpReg tilnærmer data til eksponentiel funktion - Logaritmisk regression LnReg tilnærmer data til logaritmisk funktion - PowerReg tilnærmer data til potensfunktion - Logistisk regression Logistic tilnærmer data til logistisk vækst - SinReg tilnærmer data til {\displaystyle y=a\cdot \sin(b\cdot x+c)+d} - Ang. sandsynlighedsregning kan TI-89 foretage beregninger for binominalfordeling og normalfordeling - Beregne sumrække (summation) {\displaystyle \Sigma (} og produkt {\displaystyle \Pi (} - Beregne vektorprodukt crossP( - Regne med SI-enheder ved at taste underscore _ - TI-89 har en række fysiske konstanter indbygget, f.eks. Plancks kontant og coulombkonstanten - Løse første ordens og anden ordens differentialligninger såvel algebraisk som grafisk ved at tegne linjeelementer og integralkurver (se de to illustrationer)                                                               | |
| TI-Nspire CX CAS uden QWERTY-tastatur | siden 2011                                 | Samme som TI-89 foruden: - Touchpad - Farveskærm - Findes også som CAS-software til Windows og macOS | Kommando løser differentialligning algebraisk:deSolve({\displaystyle y'=b\cdot y-a} ,{\displaystyle x},{\displaystyle y}) kommandoen gælder også for TI-92 Plus og Voyage 200 samt for TI-89 |

## Tabel
TI-92 Plus emulator hører til denne gruppe af CAS-softwares
| Navn                                  | Software licens             | Programmeringssprog    | MS Windows | macOS                | Linux  | Andre OS      | Kommando løser differentialligning                                          | Note og kilde       |
| ------------------------------------- | --------------------------- | ---------------------- | ---------- | -------------------- | ------ | ------------- | --------------------------------------------------------------------------- | ------------------- |
| CPMP-Tools                            | freeware eller fri software | java                   | Windows    | macOS                | Linux  |               |                                                                             | [ 40 ]              |
| ExpressionsinBar                      | freeware eller fri software | ?                      |            | 64 bit app for macOS |        |               | desolve({\displaystyle y'=b\cdot y-a} , {\displaystyle y})                  | [ 41 ]              |
| GeoGebra                              | freeware eller fri software | java                   | Windows    | macOS                | Linux  | Android & iOS | SolveODE(                                                                   | også som web app    |
| Maple *                               | kommerciel                  | C, Java, Maple         | Windows    | macOS                | Linux  |               | dsolve{\displaystyle (y'(x)=k\cdot y(x)} , {\displaystyle y(x))}            | [ 45 ]              |
| Mathematica *                         | kommerciel                  | Wolfram Language, Lisp | Windows    | macOS                | Linux  | Solaris       | DSolve({\displaystyle y'=k\cdot y} , {\displaystyle y})                     | også som web app    |
| MATLAB                                | kommerciel                  | C/C++, MATLAB          | Windows    | macOS                | Linux  |               |                                                                             | [ 49 ]              |
| Maxima                                | freeware eller fri software | Common Lisp            | Windows    | macOS                | Linux  | Android       | ode2 (eqn, dvar, ivar)                                                      | også som online app |
| SageMath                              | freeware eller fri software | Python 3               | Windows    | macOS                | Linux  |               | desolve({\displaystyle y'=b\cdot y-a} , {\displaystyle y})                  | [ 53 ]              |
| Singular                              | freeware eller fri software | C++                    | Windows    | macOS                | Linux  |               |                                                                             | findes også online  |
| TI-Nspire CX CAS                      | kommerciel                  | ?                      | Windows    | macOS                |        |               | deSolve({\displaystyle y'=b\cdot y-a}, {\displaystyle x},{\displaystyle y}) | [ 56 ] [ 57 ]       |
| TI-89 simulator & TI-92 Plus emulator | freeware eller fri software | ?                      | online     | online               | online | online        | deSolve({\displaystyle y'=b\cdot y-a}, {\displaystyle x},{\displaystyle y}) | [ 25 ] [ 1 ]        |
| Xcas                                  | freeware eller fri software | C++                    | Windows    | macOS                | Linux  | Android       | desolve({\displaystyle y'=b\cdot y-a} , {\displaystyle y})                  | [ 59 ]              |
| Yacas                                 | freeware eller fri software | C++                    | Windows    | macOS                | Linux  |               | OdeSolve({\displaystyle y''-4*y==0} )                                       | [ 61 ]              |

* løser også triple integraler